# والتر برونو
والتر برونو هو مترجم وشاعر كندي، ولد في 30 يناير 1946 في مونتريال في كندا.